# Albert Bourlon
Pour les articles homonymes, voir Bourlon.
Albert Bourlon est un coureur cycliste français, né le 23 novembre 1916 à Sancergues (Cher) et mort le 16 octobre 2013 à Bourges. Sur les éditions du Tour de France depuis la Seconde Guerre mondiale, il détient le record de la plus longue échappée solitaire victorieuse soit 253 km le 11 juillet 1947 (toutes éditions confondues, le record revient à René Pottier en 1906 avec 325 km).

## Biographie
Albert Bourlon commence à travailler aux usines Renault. Il se fait remarquer comme militant communiste et participant aux grèves de 1936,. Il soutient alors le Front populaire.
Il devient cycliste professionnel de 1936 à 1939. Lorsque la Seconde Guerre mondiale éclate, mobilisé, il est capturé. Il tente à trois reprises de s'évader du stalag. Il réussit enfin à s'échapper et à gagner la Roumanie. En 1944, il remporte la reine des classiques roumaines, Bucarest-Ploiești-Bucarest,.
Il reprend le cyclisme professionnel après guerre de 1946 à 1951. Il est également, tout comme son ami René Vietto, membre du Parti communiste.
En 1947, il remporte notamment Paris-Bourges et une étape du Tour de France, Carcassonne-Luchon. Dans cette étape, il établit le record de la plus longue échappée solitaire victorieuse sur les éditions du Tour de France disputées depuis la Seconde Guerre mondiale : 253 km. Un record qui tient toujours, et qui sera difficile à battre,, en raison de la limitation de la longueur des étapes.
Il était le doyen des coureurs ayant participé au Tour de France après la mort de Pierre Cogan le 5 janvier 2013.

## Palmarès
- 1936
  - 2e étape de Paris-Châteaumeillant
- 1937
  - Circuit de Vienne
  - 4ea étape de Paris-Saint-Jean-d'Angély
  - 2e de Paris-Saint-Jean-d'Angély
- 1938
  - 3e du Grand Prix Sanal
- 1944
  - Bucarest-Ploiești-Bucarest
- 1947
  - 14e étape du Tour de France
  - Paris-Bourges
  - 4e et 7e étapes du Tour de l'Ouest
  - Grand Prix des chaussures Léon Daniel
  - 2e du Grand Prix de Plouay
  - 3e du Circuit des six provinces
- 1949
  - 2e de Paris-Commercy

## Résultats sur le Tour de France
2 participations
- 1938 : 35e
- 1947 : 21e, vainqueur de la 14e étape

### Sources
- Christian Laborde, Dictionnaire amoureux du Tour de France, Éditions Plon, 2011, 255 p. (lire en ligne).
- Françoise Bezet, Albert Bourlon. D'évasions en échappées, La Bouinotte, 2013, 251 p..
- Pierre-Olivier Lombarteix, « À vélo pour s'échapper », La Nouvelle République,‎ 10 juillet 2013 (lire en ligne).
- Pierre Carrey, « Bourlon, Carrea, Berty, le prix fort de la Résistance », Libération, no 10003,‎ 12 juillet 2013, p. 17 (lire en ligne).